# نوتريسيا
نوتريسيا هي جزء من مجموعة دانون المتخصصة في الغذاء العلاجي والتغذية الإكلينيكية. تتراوح المنتجات من حليب الأطفال إلي التغذية المتخصصة للأطفال ذوى الاحتياجات المحددة والأمهات المرضعات. كما تنتج وتسوق التغذية الإكلينيكية، ومنتجات الحمية والتغذية الخاصة بالأمراض.

## التاريخ
أنشأت دي ستومزبفلفابريك، وهي الشركة السابقة لنوتريسيا عام 1896 في زوترمير، هولندا.
في عام 1901،  تمت إعادة تسميتها إلي نوتريكا. وسرعان ما بدأت في تطوير منتجات التغذية الطبية،  وبعد ذلك دخلت سوق أغذية الأطفال.
تم شراء كاو أند جيت من قِبل نوتريكا في عام 1981. تأسست ميلوبا كخليفة لمخبز صناعي تم إنشاؤه في عام 1903 في باد هامبورج فور دير هوهاي. ركز في البداية علي المخابز والشوكولاتة، ثم علي أغذية الأطفال. وفي عام 1995 تم شراؤه من قبل نوتريكا.
وفي عام 1998 حصلت الشركة علي الاسم «نوميكو» الذي تشكل من «نوتريكا»،  «ميلوبا» و «كاو أند جيت». في عام 1999 بدأت مجموعة «نوميكو» عملياتها في الهند بأسم نوتريكا «الهند» الخاصة المحدودة التي حصلت علي منتجات الألبان من «هندستان ليفر المحدودة» «يونيليفر الهند» والعلامات التجارية الهندية المرتبطة بها وهي انيك وانيك سبراي وانيك غيي.
في مارس 2001،  تم بيع قسم منتجات الألبان والمشروبات المعروف بماركاته شوكوميل،  فريتسي،  سيسيميل،  نوتروما واكستران الي شركة فريسلاند "Friesland coberco". في 2003،  قررت نوميكو وقف العمليات في الهند وبيع نوتريكا -الهند- الخاصة المحدودة إلي تحالف من أربع شركات هندية.
في 9-7-2007،  تم قبول عرض بقيمة 12.8 مليار يورو للشركة من قبل شركة دانون الفرنسية المنافة من قبل مجلس نوميكو. أعلنت شركة دانون عن ملكية أكثر من 90% من أسهم نوميكو في أكتوبر 2007، معلنة عرضها للبقية غير المشروطة. نتيجة لذلك،  تم إزالة نوميكو من مؤشر AEX. وقد تم شطب أسهم الشركة من بورصة أمستردام في نهاية عام 2007 حيث أكتسب دانون السيطرة الكاملة. أصبحت العلامات التجارية التي تملكها نوميكو هي «ميلوبا» «نوتريكا» و«كاو أند جيت» تحت سيطرة دانون.